# Adam Philippe de Custine
Adam Philippe de Custine (ur. 4 lutego 1740 w Metzu; zm. 28 sierpnia 1793 w Paryżu) – francuski generał, zwany wąsatym generałem ("général moustache").

## Życiorys
Custine pochodził z rodu szlacheckiego o żołnierskich tradycjach. Jako wojskowy wykazał się podczas wojny siedmioletniej, kiedy to minister Étienne-François de Choiseul przekazał mu dowództwo nad swoim pułkiem dragonów.
Od 1780 do 1782 roku przebywał w Ameryce, gdzie brał udział w wojnie o niepodległość Stanów Zjednoczonych. Po powrocie do Francji uhonorowany tytułem maréchal de camp (tj. generała-brygady) i mianowany wojskowym gubernatorem Tulonu. 
W roku 1789 deputowany szlachty z okręgu Metz do Stanów Generalnych. W czasie monarchii konstytucyjnej generał-porucznik (1791). Podczas wojny w obronie rewolucyjnej Francji zwolennik zdecydowanych działań ofensywnych przeciwko wojskom I koalicji antyfrancuskiej.
W latach 1792–1793 pełnił rolę dowódcy Armii Wogezów, na czele której odniósł kilka cennych sukcesów militarnych. Wojska pod jego dowództwem od września do października 1792 roku zajęły Spirę, Wormację, Moguncję i Frankfurt. Z racji swojego specyficznego wyglądu (głównie ogromnych wąsów) bardzo popularny wśród żołnierzy i zwany przez nich "wąsatym generałem". W marcu 1793 roku mianowany dowódcą Armii Renu. Od połowy maja 1793 roku dowódca Armii Północy i Ardenów. 
W lipcu roku 1793 odwołany ze stanowiska przez rząd Republiki, uwięziony i skazany na śmierć z powodu arystokratycznego pochodzenia oraz rzekomej zdrady. 28 sierpnia 1793 roku został zgilotynowany. Do śmierci Custine'a przyczynili się rojaliści. Kontrrewolucjonista, hrabia d'Antraigues, który z emigracji manipulował siatką swych agentów w Paryżu, twierdził w poufnej korespondencji z września tegoż roku, że dziewięciu świadków oskarżenia to rojaliści występujący przeciwko generałowi, żeby go „wykończyć” za zdradę własnej warstwy społecznej.
Jego wnukiem był pisarz Astolphe de Custine.